# 董存瑞
董存瑞（1929年10月15日—1948年5月25日 †），小名“四蛋子”，中國察哈爾省怀来县南山堡（今河北省怀来县存瑞镇南山堡村）人，汉族，东北人民解放军第十一纵队第32师第96团第2营第6连第6班班长，1948年在第二次国共内战时期在熱河省承德市隆化县的第二次隆化进攻战斗中炸碉堡而阵亡。

## 生平

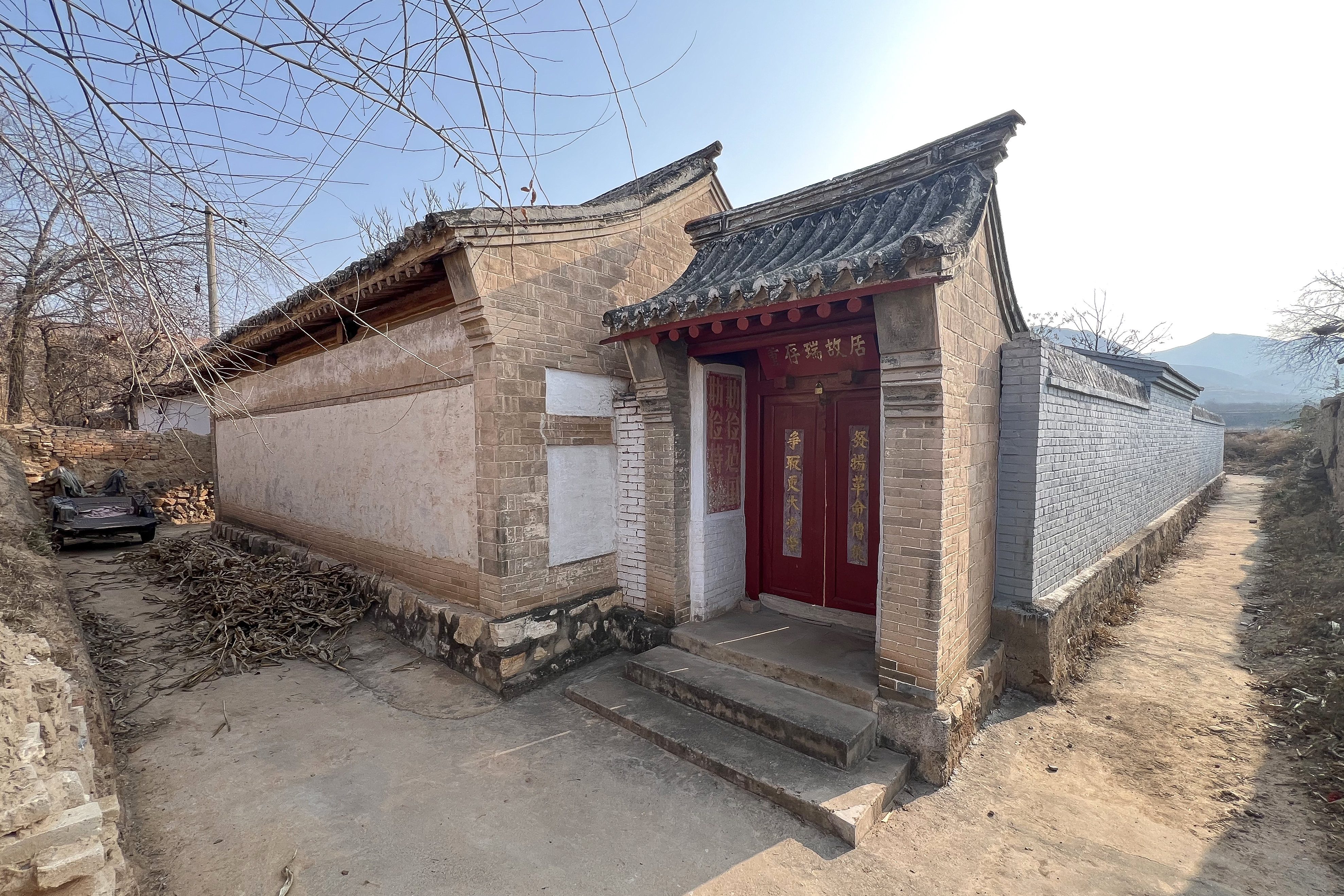
董存瑞故居，位于怀来县南山堡村旧村东南

董存瑞1929年生于察哈爾省怀来县的贫苦农民家庭。1943年家乡成为八路军晋察冀军区的平北抗日根据地，当上了村儿童团长。1945年春参加了当地不脱产的抗日自卫队。1945年7月参加八路军怀来县三区区小队，抗战胜利后升级编入龙延怀县大队，再升级编入晋察冀军区下属冀察军区第九旅。1946年4月初，在独石口遭遇战中，夺下一挺机枪而被记大功一次，被部队授予勇敢奖章。1947年初长安岭狙击战，在班长牺牲、副班长重伤的情况下，自行代理班长完成了狙击任务，立大功一次。1947年3月经连队指导员郭成华加入中国共产党。董存瑞生前为东北野战军第11纵队32师96团2营6连6班班长。　　
1948年5月18日，东北野战军第十一纵队进攻隆化城。5月25日，向隆化守军第十三军第89师一部发起总攻，占领了城西的苔山制高点后，守军主力收缩到隆化中学及其周围的各据点，固守待援。董存瑞所屬连队负责攻擊隆化中学。该校址原为日本兴亚院蒙疆联络部蒙古善邻协会西北研究所，1946年隆化中学迁入。国军第13军进驻后，为县城北侧防御要点，是联系城西的防御主阵地苔山与县城的官兼。在冲锋时，遭到一个桥型暗堡的猛烈火力封锁。董存瑞便抱起炸药包，准备进行爆破。衝至桥下后，发现桥型暗堡距地面过高，也没有地方可以放置炸药包。董存瑞便用左手托起炸藥包，右手拉燃導火索，向着冲锋的队伍高喊「同志们，趴下，快趴下」，与暗堡同归于尽，年仅19岁。

## 身后纪念

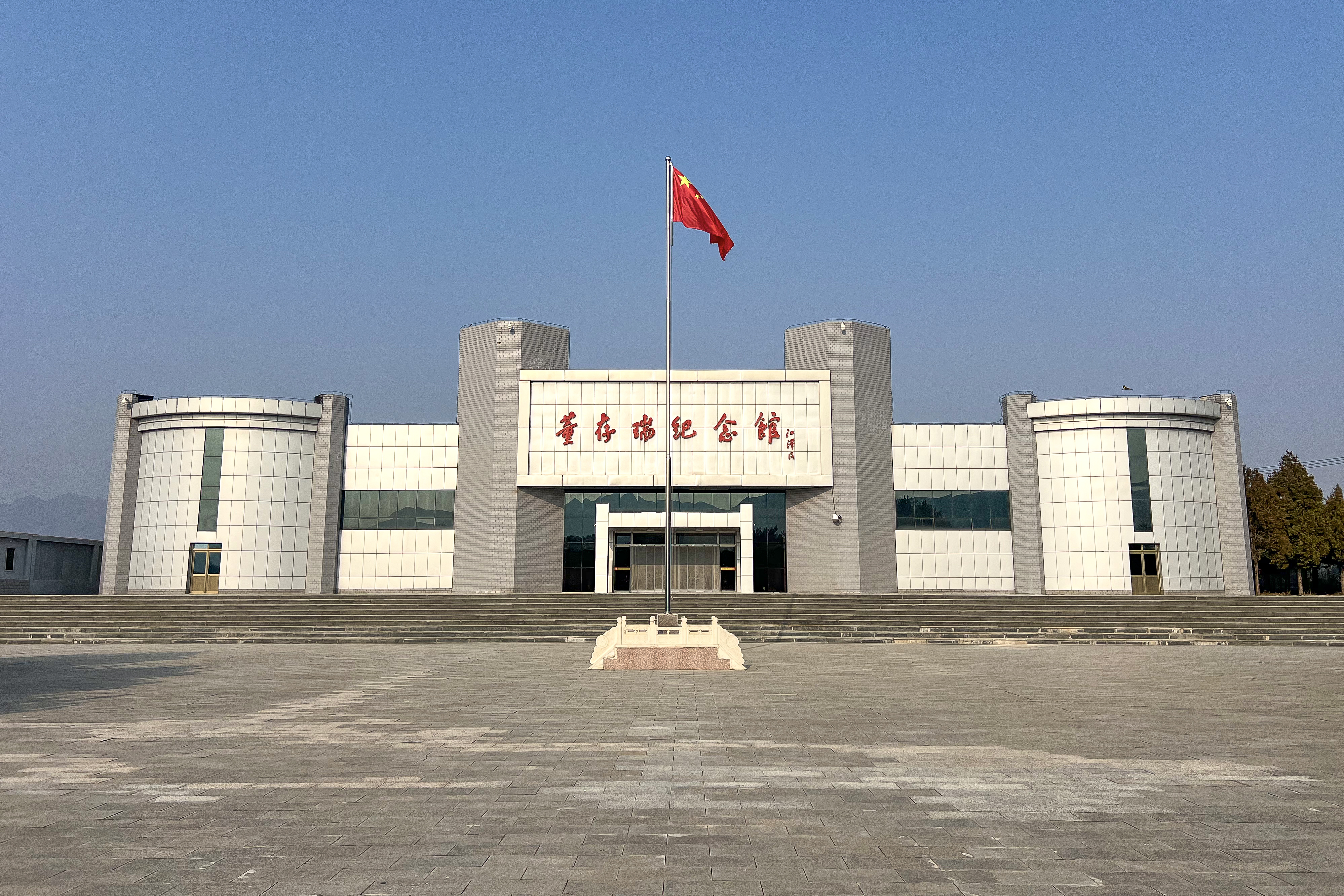
怀来县董存瑞纪念馆

战斗结束后，冀察热辽军区司令员程子华带秘书齐肃巡视隆化城战场，看到董存瑞班战士恸哭，询问获知班长董存瑞为掩护全连和兄弟连队冲锋，减少战友伤亡，只身托住炸药包，炸毁了横跨在旱河上的桥形碉堡而牺牲。程子华司令员当场指示齐秘书：“你立即去32师96团，搜集有关董存瑞同志的事迹，写一篇报道，给（冀察热辽中央分局机关报）《群众日报》刊登，还要写一篇社论颂扬英雄！”第十一纵队政委陈仁麒带领几名政工干部在董存瑞连调查了解情况，找连长、排长、六班副班长郅顺义，以及所在班战士讲述了董存瑞的壮举和日常生活中的表现。6月8日，第十一纵队党委发出了悼念、学习董存瑞的决定，追认董存瑞为第十一纵队战斗英雄、模范共产党员，命名他生前所在的6连6班为“董存瑞班”，将宣扬英雄的事迹列为第十一纵队政治工作的主要内容，并要求各单位持续、深入地开展下去。
1948年7月10日，冀察热辽行政委员会决定：为纪念在解放隆化战斗中英雄顽强自我牺牲的人民英雄董存瑞同志，特决定将隆化中学改名为存瑞中学，以志永垂。
1948年7月11日，中共冀察热辽中央分局机关报《群众日报》第七六六期头版头条刊登了题为《共产党员奋不顾身 董存瑞自我牺牲使隆化战斗胜利完成》的报道，并在该期头版发表了《董存瑞班实地战评》、《董存瑞同志履历》、《隆化中学改为存瑞中学》、冀察热辽军区司令员程子华的文章《董存瑞同志永垂不朽——发扬英勇顽强精神，加紧提高战术技术》，给予了高度评价。
隆化县北郊建有董存瑞墓地和纪念碑，碑上刻着朱德的题词：“舍身为国，永垂不朽。”之后被中共及中华人民共和国政府奉为为共产主义献身的英雄，并列为“挂像英模”。
1967年，怀来县南山堡村建立了董存瑞纪念馆，2006年翻建新馆舍。

## 家庭
董存瑞父亲董全忠（1900-1992）：董存瑞牺牲消息传达到南堡村村长那里，村长怕董存瑞的父母过度伤心，给隐瞒了下来。直到1950年9月董全忠应邀到北京参加全国战斗英雄代表会议前，董存瑞的父母才得知了董存瑞牺牲的消息。建国两周年国庆应邀登上天安门城楼，受到毛泽东主席接见。
董存瑞母亲孙珍（1897-1977）
董存瑞大妹妹董存梅：1937年生。董存瑞生前所在部队第十一纵队政委陈仁麒，从董存梅读初中起长期资助她直至大学毕业。1961年，时任军委炮兵政委的陈仁麒中将，把家中积攒的200多斤全国粮票和200元钱派人送到董家，并将患浮肿病的董存瑞的父母接到北京安排到部队医院疗养。1995年在北京陈仁麒去世，临终前对守候在身边的亲属说：“董存瑞是我部队涌现出来的英雄，我的追悼会一定要有董存瑞烈士的亲属参加。”适逢董存梅出差在外，陈仁麒的追悼会为等董存梅参加而推迟了五天。董存梅子女有：
- 儿子艾冬（1974年5月-2020年2月22日）：北京市公安局法制总队信访支队民警，在抗击新冠肺炎疫情防控第一线因急性脑出血病逝。公安部追授艾冬为全国公安系统二级英雄模范称号。受国务委员、公安部部长赵克志委托，2020年3月14日上午公安部常务副部长兼北京市公安局局长王小洪、公安部政治部主任刘钊看望慰问牺牲民警艾冬的家属。[6]
- 女儿艾芳秋：北京市公安局民警[7]

董存瑞弟弟董存金：1941年生。一直在南堡村务农照顾父母。1986年与父亲搬到怀来县城沙口镇，在集市上摆摊杀猪、卖西瓜；十个月后被安排进怀来县面粉厂工作。子女4人：
- 儿子董继先：怀来县葡萄酒局局长
- 大女儿董继英：隆化县存瑞中学教书
- 二女儿董继红：北京武警某医院退休
- 三女儿董继华：逐鹿县人民法院院长。[4]

有说法认为，1944年秋，董存瑞在父母的包办下，同邻村比他大三岁的姑娘卢长岭结了婚。卢长岭得知丈夫牺牲后守了三年孝，改嫁后不久抑郁而终；但董存梅则在回应郭维的言论时称董存瑞没有妻子：“若说推测，把没有变为有，郭维先生可算得上一位高手。我哥哥入伍前既没有结婚，也没有未婚妻，哪来的‘媳妇给他做的袜底’。”

## 影响
根据董存瑞的事迹有很多艺术创作，有以董存瑞命名的电影、歌曲和儿歌。
- 电影《董存瑞》（1955年），长春电影制片厂拍摄的时长100分钟黑白电影。
- 20集电视剧《为了新中国前进》（2009年），由王宝强饰演董存瑞。
- 跳橡皮筋時唱的歌謠之一，「董存瑞，十八歲，爲國犧牲炸堡壘，炸到堡壘咯咯脆，全國人民流眼淚。」

## 质疑
1954年电影《董存瑞》的导演郭维在2006年7月出版的《大众电影》第8期发表了题为《〈董存瑞〉：“真实”创造的经典》的访问记，84岁的郭维在文章中强调：“没有人亲眼看见董存瑞托起炸药包的情景。”几天后，8月19日，在中国中央电视台电视专题片《电影传奇——董存瑞》中，接受访问的郭维证明“董存瑞的英勇献身”是事后推测出来的：“以后怎么知道、确定他（董存瑞）是托着炸药包炸的呢？最后有人建议挖这个桥底下。结果最后挖到一定深度的时候，挖出一个袜底来，就是董存瑞媳妇给董存瑞缝的。班里的同志都知道，这是董存瑞的袜底。这么确定这是董存瑞……”
郭维的言论引起董存瑞生前战友和亲属的强烈不满，并且提出诉讼，并根据当年董存瑞所在部队司令的回忆录等几本著作论证炸碉堡的真实性。
2006年《新京报》《董存瑞炸碉堡遭"戏说" 老战友作证称曾亲眼目睹》一文中，当年董存瑞所在六连蹲点的师宣传干事程抟九、时任董存瑞教导员的宋兆田证实了英雄的事迹。2007年5月24日，董存瑞名誉权案在北京市朝阳区人民法院第一次开庭，有董存瑞部队程抟九、宋兆田和肖泽泉三位高龄战友等人出庭，北京青年报副刊《青年周末》记者颜雪岭有《董存瑞之妹:30多人能作证他舍身炸碉堡》一文记述有关详情。2009年6月被告方欲和解，在北京市朝阳区法院调解下，双方在2009年11月初达成和解，以被告郭维及《大众电影》发表對王寶強的專訪文章（王在《為了新中國前進》中飾演董存瑞）及赔付费用人民幣3.5萬元结束。此案引起注意的还有网友“文存”被起诉的事件，他于2006年9月在铁血论坛发帖《进一步玷污董存瑞的人是不自量力的最后挣扎》而被中国电影家协会在2007年3月起诉。
《炎黄春秋》2007年11期上谢文清的《我在解放战争中的三年采访》中说，“董存瑞是因为没能及时撤出而牺牲的”。